# Mare Nostrum (плавание)
Mare Nostrum (в переводе с латинского — Средиземное море) — коммерческая плавательная серия, проходящая с 2000 года в средиземноморских городах в июне каждого года. Серия проходит в три этапа: Монако, Барселона и Кане-ан-Руссийоне. До 2005 года Рим также входил в серию. Зачёт ведётся одновременно и для мужчин, и для женщин. 
Единственным 3-кратным победителем этой серии является украинец Денис Силантьев, выигрывавший в первые 3 сезона (2000, 2001 и 2002). В 2009 году победительницей стала россиянка Анастасия Зуева.
Призы серии составляют (в евро):
- 1 место — 7000
- 2 место — 4000
- 3 место — 3000
- 4 место — 2200
- 5 место — 1600
- 6 место — 1400
- 7 место — 1200
- 8 место — 800

## Победители
| Год  | Золото            | Серебро           | Бронза              |
| ---- | ----------------- | ----------------- | ------------------- |
| 2000 | Денис Силантьев   | Камелия Потек     | Сара Пове           |
| 2001 | Денис Силантьев   | Клаудия Полл      | Александр Попов     |
| 2002 | Денис Силантьев   | Олег Лисогор      | Игорь Марченко      |
| 2003 | Мартина Моравцова | Мирна Юкич        | Андрей Сердинов     |
| 2004 | Камелия Потек     | Рэзван Флоря      | Андрей Сердинов     |
| 2005 | Ласло Чех         | Николай Скворцов  | Андрей Сердинов     |
| 2006 | Лизель Джонс      | Лизбет Лентон     | Тайлия Зиммер       |
| 2007 | Тара Кирк         | Софи Эдингтон     | Стефан Нюстранд     |
| 2008 | Софи Эдингтон     | Мирна Юкич        | Нина Живаневская    |
| 2009 | Анастасия Зуева   | Тереза Альсхаммар | Валентина Артемьева |
| 2010 | Ребекка Сони      | Тереза Альсхаммар | Юлия Ефимова        |
| 2011 | Рёсукэ Ириэ       | Сино Сакаи        | Анастасия Зуева     |
| 2012 |                   |                   |                     |